# Ígor Semshov
Ígor Petróvich Semshov (en ruso: Игорь Петрович Семшов; Moscú, Unión Soviética, actual Rusia, 6 de abril de 1978) es un exfutbolista ruso. Jugaba de centrocampista y su último equipo fue el PFC Krylia Sovetov Samara.

## Biografía
Semshov empezó su carrera futbolística en las categorías inferiores del CSKA de Moscú, hasta que en 1996 pasa a formar parte de la primera plantilla del club.
Al año siguiente, ante la falta de oportunidades de jugar, decide cambiar de equipo y recala en el Torpedo de Moscú. En este equipo se gana un puesto de titular disputando multiud de encuentros (en total jugó 216 partidos de liga con este club). Debuta en la Copa de la UEFA en 2001. Es elegido mejor jugador del Torpedo en varias ocasiones: 2001, 2002, 2003 y 2005. 
En 2006 fichó por el Dinamo de Moscú, club en el que pronto se hace con un puesto de titular y llega a ostentar la capitanía. En 2013 problemas en el vestuario le hacen salir de la alineación titular y acaba firmando por el PFC Krylia Sovetov Samara en verano.

## Selección nacional
Ha sido internacional con la  Selección de fútbol de Rusia en 55 ocasiones. Su debut como internacional se produjo el 17 de mayo de 2002 en un partido contra Bielorrusia, y ha anotado 3 goles.
Fue seleccionado para disputar la Copa Mundial de Fútbol de Corea y Japón de 2002. Disputó la primera parte del partido Rusia 2 - 0 Túnez y salió como titular en el Japón 0 - 1 Rusia.
Participó en la Eurocopa de Portugal de 2004. Jugó unos minutos en el partido frente a Grecia, donde su equipo se impuso por dos goles a uno. También fue convocado para participar en la Eurocopa de Austria y Suiza de 2008. Semshov ayudó a su equipo a llegar a semifinales, disputando todos los encuentros como titular.

### Participaciones en Copas del Mundo
| Mundial                        | Sede                | Resultado    |
| ------------------------------ | ------------------- | ------------ |
| Copa Mundial de Fútbol de 2002 | Corea del Sur Japón | Primera fase |

## Clubes
| Club                      | País  | Año       |
| ------------------------- | ----- | --------- |
| PFC CSKA Moscú            | Rusia | 1996-1997 |
| FC Torpedo Moscú          | Rusia | 1998-2005 |
| FC Dinamo Moscú           | Rusia | 2006-2008 |
| Zenit St. Petersburg      | Rusia | 2009      |
| FC Dinamo Moscú           | Rusia | 2010-2013 |
| PFC Krylia Sovetov Samara | Rusia | 2013-2014 |

## Palmarés

### Campeonatos nacionales
| Título        | Club                 | País  | Año  |
| ------------- | -------------------- | ----- | ---- |
| Copa de Rusia | Zenit St. Petersburg | Rusia | 2010 |